# Lovell Yomond
Lovell Yomond Vargas (Lima, 1970 - 2025),  es un profesor y político peruano. Fue alcalde del Distrito de Independencia (Lima), desde inicios del 2007 hasta finales del 2010. Falleció el 10 de enero del 2025 

## Biografía
Lovell Yomond nació en Independencia, el 22 de diciembre de 1970. Hizo sus estudios primarios en el Centro Educativo No. 2061 San Martín de Porres, y los secundarios en el Centro Educativo Francisco Bolognesi en Independencia. 
Entre 1994 y 1998 hizo sus estudios en educación en el Pedagógico Rockefeller. 
En el año 2005 empieza estudios de Derecho en la Universidad Alas Peruanas. Ha trabajado como auxiliar en Aeroperú (de 1988 a 1990), como Vendedor del Consorcio Ahorro Previo (de 1993 a 1995) y de Maxiplan (de 1995 a 1997). Ha sido Presidente del Directorio de la Empresa Organización Mundial de Gerencia (1999-2004). 
En el año 2006, inició su participación política en las elecciones municipales de dicho año, siendo elegido Alcalde Distrital de Independencia para el periodo 2007-2010. En las elecciones regionales y municipales del Perú de 2010 se presentó a la reelección postulando por el Partido Cambio Radical. Sin embargo, Yomond fue derrotado por Evans Sifuentes Ocaña. 